# Chief Analytics Officer
Der Chief Analytics Officer (CAO) ist im englischsprachigen Raum die Bezeichnung für eine Person, welche die Verantwortung für die Analyse von Daten innerhalb einer Firma oder öffentlichen Institution trägt.
Die Position des CAO, zusammen mit der des Chief Information Officer, gewann aufgrund der stetig anwachsenden Anforderung der Auswertung von Daten und Zahlen immer mehr an Bedeutung. Beide Positionen ähneln sich in gewisser Weise, wobei der CIO sich mehr auf die Infrastruktur zum Betreiben und Verwalten der IT und der CAO sich mehr auf die reine Analyse konzentriert.
Eine ähnliche Position zum CAO ist der Chief Data Officer, wobei dieser sich mehr auf die Datenverarbeitung und Wartung beschäftigt. Die Position als CAO erfordert ein solides Grundwissen von statistischen Analysen, Marketing, Finanzen und Betriebswirtschaftslehre. Der CAO kann Mitglied des Board of Directors sein, aber dies hängt von dem jeweiligen Unternehmen ab.